# Billy-sur-Oisy
Billy-sur-Oisy är en kommun i departementet Nièvre i regionen Bourgogne-Franche-Comté i de centrala delarna av Frankrike. Kommunen ligger i kantonen Clamecy som tillhör arrondissementet Clamecy. År 2022 hade Billy-sur-Oisy 367 invånare.

## Befolkningsutveckling
Antalet invånare i kommunen Billy-sur-Oisy
| Referens: INSEE |